# محمد خالد النصار
محمد خالد النصار، (24 مايو - 1996) لاعب كرة قدم كويتي ، ويلعب حاليا مع نادي كاظمة الرياضي ومنتخب الكويت لكرة القدم بمركز ظهير أيسر.

## سيرته وحياته الرياضية
ولد محمد خالد عبد المجيد سويد النصار في الكويت بتاريخ (24 مايو - 1996) ، وأنهي مراحله الدراسية في مدارسها ، حتي التحق بالجامعة ليتخرج منها معلم للتربية الفنية ، وخلال مسيرته الدراسية لم يتخلي عن شغفه وولعه بكرة القدم حيث إنضم الي نادي القادسية الكويتي منذ مراحله السنية في عام 2001 وتدرج بالمراحل حتي وصل الي الفريق الاول في سنة 2015 ، حينها قدم له نادي النصر الرياضي عرضا للاحتراف ووافق وتم الانتقال اليه في موسم 2016 ، واستمر حتي موسم 2019 ، ليطالب به نادي القادسية الكويتي مجددا ويعود له في موسم 2019 - 2020 ، ومن ثم يعود مجددا الي نادي النصر ويلعب معه موسم واحد ، ليستقر به الحال محترفا في نادي كاظمة الرياضي منذ موسم 2022 وحتي الآن ، كما أن اللاعب قد مثل منتخب الكويت لكرة القدم منذ إنضمامه له سنة 2004 وحتي الآن في مركز ظهير أيسر.

## إنجازاته

### مع نادي القادسية الكويتي
- الدوري الكويتي موسم 2015–2016
- كاس السوبر - موسم 2019

### مع نادي النصر الرياضي
- الدوري الكويتي المركز الثالث - موسم 2016
- كاس ولي العهد المركز الثالث - موسم 2016
- كأس الاتحاد الكويتي - كأس البطولة - موسم 2021

### مع نادي كاظمة الرياضي
- كأس الأمير - المركز الثاني - موسم 2023